# Корњоло (Удине)
Корњоло је насеље у Италији у округу Удине, региону Фурланија-Јулијска крајина.
Према процени из 2011. у насељу је живело 249 становника. Насеље се налази на надморској висини од 10 м.